# 2022年10月澳門2019冠狀病毒病聚集性疫情
2022年10月澳門嚴重特殊傳染性肺炎聚集性疫情（又稱為“十‧二六”疫情），是指2022年10月26日至11月6日在澳門和廣東省珠海市之間爆發的嚴重特殊傳染性肺炎聚集性疫情。2022年10月26日，澳門新型冠狀病毒感染應變協調中心在當天上午接獲珠海市衛生部門通報，一管十混一核酸檢測樣本呈陽性，而涉及的八人在澳門。應變協調中心隨即啟動應變機制安排該八名人士覆檢，隨後發現一名66歲女性澳門居民核酸覆檢結果為陽性。政府跨部門隨即對和樂坊第一街7號及8號宏興大廈列為紅碼區。其同住的2名家人包括31歲兒子及63歲妹妹亦先後受到感染；而一名與該家庭同住於筷子基宏興大廈的住客亦受到感染。其後有澳門居民因曾到過拱北口岸地下商場而受感染，同時導致同住的家人，以及患者居住的同一幢大廈有住客受感染。珠海方面，10月29日通報一名密切接觸者於集中隔離排查中的核酸檢測呈陽性，被列為無徵狀感染者，並且作為本輪疫情中的關聯病例。隨後有居住在珠海但經常往返珠澳兩地的人士亦受感染，感染源頭不明。但病毒基因排序顯示，該病例與口岸地下商場群組的病毒基因相同。此次疫情對澳門和珠海兩地均造成影響，澳門特區政府先開展“重點區域核酸檢測計劃”，並開展分級分區防控精準方案對患者居所進行圍封，隨後更開展“全民自我抗原檢測計劃”，後再提升至“全民核酸檢測計劃”。珠海方面，先展開全員大規模核酸篩查，進入公共場所需持24小時內有效核酸檢測陰性證明，以及對患者曾到訪場所進行臨時管控。並對澳門入境珠海人員實施“三天三檢”、“三天居家健康監測”及“兩點一線”往返珠澳口岸，更一度於2022年11月1日至3日期間禁止有澳門旅居史的人士進入大型公共及娛樂場所。2022年11月5日晚上，澳門新型冠狀病毒感染應變協調中心宣佈第二輪全民核酸檢測所有結果皆呈陰性，同時先前通過多輪全民自我抗原檢測加上一輪全民核酸檢測，沒發現社會面感染個案，經綜合分析，宣佈澳門疫情恢復防疫常態化。

## 經歷
2022年10月26日中午，澳門新型冠狀病毒感染應變協調中心發出新聞稿，指收到廣東省珠海市衛生部門通報，一管十混一核酸檢測樣本呈陽性，當中八人身在澳門。應變協調中心即時啟動應變機制，把該八人送往山頂醫院覆檢。當中一名66歲女居民核檢呈陽性。
2022年10月27日，其同住的31歲兒子證實染疫，列為於管控期間發現境外移入關聯個案，是參加勞工局的帶津培訓班學員。
2022年10月28日，其同住的63歲妹妹證實染疫，該家庭一家三口全部染疫，列為境外移入關聯個案，於管控期間發現；同日晚上再公佈宏興大廈紅碼區內新增一例陽性個案，為同住該大廈的57歲男性澳門居民住客，列為於管控期間發現境外移入關聯個案。
2022年10月29日，珠海市通報10月28日0時至24時，新增一例本土無症狀感染者，患者被列為本輪疫情通报阳性个案的关联病例。
2022年10月30日，一名43歲女性澳門居民在10月25日，與珠海陽性病例在珠海拱北口岸地下商場順達快遞有相同時空的暴露，衛生局隨即安排採樣和醫學觀察，當天凌晨核酸檢測結果為陽性，根據流行病學調查列為境外移入病例；其同住的2名就讀青洲中學的13歲兒子亦染疫。珠海方面，通報10月29日0時至24時，新增一例本土無症狀感染者，患者被列為本輪疫情中澳門陽性病例個案關聯病例。在當天疫情記者會上，衛生局局長羅奕龍表示，最新的一家三口陽性個案中的43歲女性，與珠海陽性病例在珠海地下商場順達快遞區有共同軌跡。收到珠海方面通知，10月25日的珠海地下商場陽性個案，涉及有人沒有戴好口罩，強調戴好口罩是有效的防疫措施之一。同日晚上，一名居住在麗華新村第一座的34歲女性澳門居民染疫，列為無症狀感染者兼境外移入相關病例。
2022年10月31日，珠海市衛生部門於上午通報，一名58歲男性澳門居民核酸檢測陽性，相關個案源頭不明。當局宣佈於11月1日開展全民核檢。另外，宏興大廈新增兩宗確診，為10月28日新增個案的家庭成員，兩名患者均出現症狀。
2022年11月1日0-24时，珠海新增本土无症状感染者2例，除1例为外省阳性病例密接人员，於集中隔离人员中排查发现外；另外1例在社区筛查中发现，为澳门阳性个案的关联病例。
2022年11月2日0-24时，珠海新增本土无症状感染者1例，在集中隔离人员中排查发现，曾到訪拱北街道拱北口岸地下商场来魅力女人世界。
2022年11月5日，澳門完成第二輪全民核酸檢測，累計採樣逾66萬人次，所有結果均呈陰性，澳門新型冠狀病毒感染應變協調中心表示，自澳門於10月26日在社區發現輸入性個案，已隨即按照應急預案迅速啟動各項疫情防控工作，開展流行病學調查、追蹤和管控風險人士，進行重點區域核酸檢測。在政府、社會各界和全澳居民共同努力下，結合珠澳兩地聯防聯控機制，有效控制本輪疫情，10宗陽性個案中，其中2人經常往返珠海和澳門，被列為輸入性個案；其餘8人均在對此2例陽性個案的接觸者、居住和活動場所隔離管控中發現，有效防範病毒於社區中傳播。及後進行了六天全民抗原檢測和兩輪全民核酸檢測，沒有發現社會面感染個案，確保了社區安全。

## 感染源頭調查
而相關感染源頭方面，在發現源頭不明個案前，澳門新型冠狀病毒感染應變協調中心表示，判斷感染地點為拱北口岸地下商場內的快遞區，因此相關個案列為境外移入個案或境外移入相關個案。
10月31日，衛生局局長羅奕龍表示，流行病學調查發現10月26日和30日發現的感染群組有明確關聯，2個群組的共同暴露點是10月25日在珠海地下商場。至於58歲男子感染源頭最初不明，羅奕龍指該患者的基因分析與澳門兩個感染群組高度同源，但仍未找到之間的聯繫。同時通過基因測試，今次疫情個案均屬BA 5.1，與618疫情及最近輸入性個案沒有關係。

## 個案詳細

### 澳門特別行政區
| 編號     | 關聯群組             | 公佈日期 | 感染途經         | 國籍/居民 | 年齡 | 性別 | 病人資料及其行蹤 |
| -------- | -------------------- | -------- | ---------------- | --------- | ---- | ---- | --- |
| 001-1026 | 宏興大廈群組         | 10月26日 | 中国廣東省珠海市 | 澳門      | 66   | 女   | 新型冠狀病毒感染應變協調中心於10月26日上午接珠海衛健部門通報，有一管10混1核檢採樣陽性，其中有8人身在澳門，當局已即時安排相關人士複檢並發現該名66歲女性核酸複檢為陽性。患者在核檢呈陽前曾有多次往來珠澳兩地紀錄，而在澳門社區活動軌跡相對單一，判斷是早期發病個案，屬於輸入個案的可能性大。患者於10月23日核酸檢測為陰性，10月25日於拱北口岸總站旁的一個核酸檢測點採樣檢測，樣本為陽性，而患者與妹妹及兒子同住，兩名同住人員檢測結果首次檢測結果為陰性。 衛生局傳染病防控處處長梁亦好表示，患者沒有任何症狀，亦未曾接種疫苗，同住家人亦沒有接種疫苗，而核檢結果皆為陰性。 珠海疾控微信公眾號亦公佈該患者於珠海的行蹤及軌跡，而澳門應變協調中心亦公佈患者的行程軌跡，兩地均呼籲有共同軌跡人士盡快進行核酸檢測。。 2022年10月27日，應變協調中心確認66歲女性澳門居民列為無症狀感染輸入個案。 由於患者行程紀錄有所出入，澳門當局於10月27日更新其行程軌跡。 |
| 002-1026 | 宏興大廈群組         | 10月27日 | 澳門             | 澳門      | 31   | 男   | 為001-1026個案的同住兒子，是參加勞工事務局帶津培訓班學員，沒接種疫苗紀錄。10月26日因66歲母親核檢陽性，被安排進行醫學觀察，同日首次核酸結果為陰性，27日第二次檢測呈弱陽性，顯示為早期感染，屬管控中發現病例，目前沒有症狀，已安排到高頂公共衛生臨床中心進行隔離治療。 |
| 003-1026 | 宏興大廈群組         | 10月28日 | 澳門             | 澳門      | 63   | 女   | 為001-1026個案的同住妹妹，家庭主婦，屬密切接觸者，10月26日已被管控醫學觀察。10月26、27日核檢都是陰性，10月28日上午核酸檢測結果為陽性。判斷為早期感染病例，屬於管控中發現，目前沒有任何症狀，已送到高頂公共衛生臨床中心進行隔離治療，預料對社區的傳播風險較低。 |
| 004-1026 | 宏興大廈群組         | 10月28日 | 澳門             | 澳門      | 57   | 男   | 為001-1026居住同一幢大廈（宏興大廈）的住戶，列為管控中發現。患者於10月26日和27日核酸檢測結果為陰性，28日核酸結果為陽性，顯示為早期感染，目前沒有症狀，他及其同住者已即時被安排到高頂公共衛生臨床中心進行隔離治療，故當局認為引起社區傳播風險較低。 |
| 005-1026 | 拱北口岸地下商場     | 10月30日 | 中国廣東省珠海市 | 澳門      | 43   | 女   | 珠海市於10月29日通報一名43歲女性澳門居民10月25日曾與Z01-1026個案有共同軌跡，澳門衛生局隨即安排採樣和醫學觀察，10月30日凌晨經核酸採樣結果為陽性。患者在10月24日和26日兩次核酸採樣結果皆陰性，根據流行病學調查列為輸入性病例（CT值為17.5）。 患者於路氹城美獅美高梅娛樂場任職莊荷，分別於10月26日早上7時至下午3時、10月27日早上7時至下午3時、 10月28日早上7時至11時上班。 在10月30日疫情記者會上，衛生局傳染病防控處處長梁亦好公佈一家三口患者的行蹤，以及涉及的重點場所。43歲女患者於路氹城美獅美高梅工作，上下班均以員工巴士作為交通工具。傍晚步行至關閘口岸往返珠海。住址包括黑沙環麗華新村第一座及關閘彩虹苑第一座。 |
| 006-1026 | 005-1026個案同住家庭 | 10月30日 | 澳門             | 澳門      | 13   | 男   | 兩名與005-1026個案同住的兒子，澳門居民，為青洲中學初中二年級學生。其母親因確診被列為密切接觸者，兩人10月27日核酸檢測結果為陰性，10月30日核檢結果為陽性，被列為輸入性相關病例（CT值分別為29及32）。 兩名患者主要以步行方式往返學校和家居，中午在學校搭食，其中在10月28日下午至傍晚時分在蓮峰球場訓練。 |
| 007-1026 | 005-1026個案同住家庭 | 10月30日 | 澳門             | 澳門      | 13   | 男   | 兩名與005-1026個案同住的兒子，澳門居民，為青洲中學初中二年級學生。其母親因確診被列為密切接觸者，兩人10月27日核酸檢測結果為陰性，10月30日核檢結果為陽性，被列為輸入性相關病例（CT值分別為29及32）。 兩名患者主要以步行方式往返學校和家居，中午在學校搭食，其中在10月28日下午至傍晚時分在蓮峰球場訓練。 |
| 008-1026 | 麗華新村第一座       | 10月30日 | 澳門             | 澳門      | 34   | 女   | 與005-1026家庭同住麗華新村第一座，近兩個月未有進行核酸檢測，10月30日核檢結果為陽性，沒任何症狀，她及其同住者已即時被安排到高頂公共衛生臨床中心進行治療及醫學觀察。 10月31日疫情記者會上，應變協調中心該患者的行蹤，她已接種三劑疫苗，曾三度乘坐巴士，又曾經到過多個地點包括祐漢街市、二龍喉公園及中區一帶的商圈；又曾經送小朋友到台山同善堂第一托兒所上學。兩名小孩被列為密切接觸者，同善堂幼稚園K3及同善堂一托大C班停課，同班同學被列為次密切接觸者。 |
| 009-1026 | 宏興大廈             | 10月31日 | 澳門             | 澳門      | 53   | 女   | 為004-1026個案輸入相關個案的同住太太和兒子。所居住大廈於10月26日被列為紅碼區，10月28日因男戶主確診而被列為密切接觸者，轉送到隔離設施進行醫學觀察；其兒子於10月26日至29日的每天核酸檢測結果均為陰性，而太太於10月26日至30日的每天核酸檢測結果均為陰性，兒子於10月30日晚上核檢結果為陽性，太太於10月31日上午核檢結果呈陽性，顯示為早期感染，屬管控中發現病例。兩患者均已接種兩劑疫苗，兩人目前有乾咳、咽痛等症狀，現於隔離治療設施進行隔離治療；引起社區傳播風險較低。 |
| 010-1026 | 宏興大廈             | 10月31日 | 澳門             | 澳門      | 26   | 男   | 為004-1026個案輸入相關個案的同住太太和兒子。所居住大廈於10月26日被列為紅碼區，10月28日因男戶主確診而被列為密切接觸者，轉送到隔離設施進行醫學觀察；其兒子於10月26日至29日的每天核酸檢測結果均為陰性，而太太於10月26日至30日的每天核酸檢測結果均為陰性，兒子於10月30日晚上核檢結果為陽性，太太於10月31日上午核檢結果呈陽性，顯示為早期感染，屬管控中發現病例。兩患者均已接種兩劑疫苗，兩人目前有乾咳、咽痛等症狀，現於隔離治療設施進行隔離治療；引起社區傳播風險較低。 |

### 廣東省珠海市
| 編號     | 關聯群體               | 國籍/居民 | 確診日期 | 確診地                 | 年齡 | 性別 | 病人資料 | 相關資料                                                |
| -------- | ---------------------- | --------- | -------- | ---------------------- | ---- | ---- | --- | ------------------------------------------------------- |
| Z01-1026 | 拱北口岸地下商場       | 中国      | 10月28日 | 中国廣東省珠海市香洲區 | 20   | 男   | 为澳门10月26日通报阳性个案的关联病例。住香洲区粤华路都市花园，10月26日作为密切接触者接受集中隔离医学观察，当天核酸检测阴性，10月27日核酸检测阳性，立即转运至中大五院隔离治疗，经专家组织会诊，诊断为无症状感染者。近4日主要活动轨迹涉及拱北街道的都市花园、拱北口岸地下商场负二层、潮乡汤粉世家（粤华路店）。 | [ 49 ]                                                  |
| Z02-1026 | 拱北口岸地下商場       | 中国      | 10月29日 | 中国廣東省珠海市香洲區 | 33   | 男   | 住香洲區金鐘花園，10月28日作為密切接觸者接受集中隔離醫學觀察，10月25日、26日、28日核酸檢測陰性，10月29日核酸檢測陽性，立即轉運至中大五院隔離治療，經專家組織會診，診斷為無症狀感染者。在近4天活動軌跡中包括拱北口岸地下商場。 | [ 18 ] [ 50 ]                                           |
| Z03-1026 | 源頭不明但病毒基因相同 | 澳門      | 10月31日 | 中国廣東省珠海市香洲區 | 58   | 男   | 澳門居民，於10月30日晚上在珠海進行病毒核酸檢測，10月31日上午呈初步陽性，應變協調中心已即時關閉其工作場所（聚寶街樂群大廈5-7號地下利恆魚欄）。 在10月31日疫情記者會上，衛生局局長羅奕龍表示，患者來往珠海澳門兩地，在珠海居住，在澳門工作，最近一次核酸檢測結果陽性，病毒CT值是26.4，最近核檢陰性是10月28日，這幾天都有如常上班。感染源頭不明確，和珠海、澳門確診個案無關聯，不排除存在隱性傳播。衛生局傳染病防控處處長梁亦好同時公佈患者行蹤，於司打口一帶進行活動，曾乘坐1和MT4路線巴士，主要經青茂口岸出入境。又曾經到過司打口的新花城超市作短暫購物，以及在工餘時間在司打口公園休息，脫下口罩吸煙。 據珠海市衛生健康局通報，該病例為澳門輸入無症狀感染者，在社區篩查中發現。患者住香洲區僑光路305號馬賽公館，在社區篩查中發現，10月26日、27日、28日核酸檢測結果均為陰性，10月30日核酸檢測初篩陽性，10月31日陽性，立即轉運至中大五院隔離治療，經專家組織會診，診斷為無症狀感染者。患者主要活動軌跡包括馬賽公館及青茂口岸。該男子由10月26日起連續3天核酸檢測為陰性，當局已全面排查密接及次密接者，落實管控和健康監測措施。 10月31日澳門疫情記者會上，當局呼籲若市民同一時間曾去過患者到訪或送貨的地方，應主動三天兩檢。該患者曾到澳門半島多間餐廳進行送貨。 珠海通報澳門輸入陽性個案在澳行蹤公佈及11月1日疫情記者會詳細資料 （页面存档备份，存于） | [ 51 ] [ 52 ] [ 53 ] [ 54 ] [ 55 ] [ 56 ] [ 56 ] [ 57 ] |
| Z04-1026 | 拱北口岸地下商場群組   | 中国      | 11月1日  | 中国廣東省珠海市香洲區 | 54   | 女   | 住香洲區前山蘭埔路湖光山色社區，10月27日連續4天核酸陰性，10月31日初篩陽性，11月1日複檢陽性，列為無症狀感染者；患者過去4天曾到訪拱北口岸地下商場來魅力女人世界、鮮一街生活超市圍基店等。 | [ 58 ] [ 59 ]                                           |
| Z05-1026 | 拱北口岸地下商場群組   | 中国      | 11月2日  | 中国廣東省珠海市香洲區 | 64   | 男   | 為Z04-1026的密切接觸者，住香洲區前山蘭埔路湖光山色小區，在集中隔離人員中排查發現，11月1日作為密切接觸者接受集中隔離醫學觀察，10月27日至11月1日每日核酸檢測結果為陰性，11月2日核酸檢測陽性，立即轉運至中大五院隔離治療，經專家組織會診，診斷為無症狀感染者。經初步流調，患者曾到訪拱北街道的拱北口岸地下商場來魅力女人世界。 | [ 60 ]                                                  |

### 陽性個案關聯群體
註：個案編號被放置於小括號內，則代表患者居於同一單位。 如： (#01 #02 #03），即代表三名患者在確診前曾居於同一單位。
| 群組編號 | 群組編號 | 群組名稱             | 個案編號                                                     | 相關資料 |
| -------- | -------- | -------------------- | ------------------------------------------------------------ | --- |
| 1026-G01 | 1026-G01 | 宏興大廈群組         | （#1026-01 #1026-02 #1026-03）（#1026-04 #1026-09 #1026-10） | - 1026-01至1026-03為一家三口家庭 - 1026-04、1026-09和1026-10為同住該大廈另一戶的一家三口家庭                                                                   |
| 1026-G02 | 1026-G02 | 拱北口岸地下商場群組 | #1026-Z01 #1026-Z02 #1026-Z04 #1026-Z05                      | - 珠海經調查和核實個案與1026-G01其個案有關聯外，澳門當局判定為本輪疫情的散發地點。 - 1026-05至1026-07個案為澳門麗華新邨第一座陽性個案女莊荷（1026-05）同住家庭 |
|          | a        | 麗華新邨第一座       | （#1026-05 #1026-06 #1026-07）#1026-08                       | - 珠海經調查和核實個案與1026-G01其個案有關聯外，澳門當局判定為本輪疫情的散發地點。 - 1026-05至1026-07個案為澳門麗華新邨第一座陽性個案女莊荷（1026-05）同住家庭 |
| b        | 利恆魚欄 | #Z03-1026            |                                                              | - 珠海經調查和核實個案與1026-G01其個案有關聯外，澳門當局判定為本輪疫情的散發地點。 - 1026-05至1026-07個案為澳門麗華新邨第一座陽性個案女莊荷（1026-05）同住家庭 |

## 澳門本地防疫及醫療安排

### 分級分區精準防控方案（2022年10月）
| 紅碼區範圍   | 紅碼區範圍                                                                  | 紅碼區範圍 | 紅碼區範圍   | 紅碼區範圍   | 紅碼區範圍           | 紅碼區範圍 |
| 確診群組名稱 | 範圍                                                                        | 封控日期   | 預計解封日期 | 黃碼解除日期 | 相關資料及備註       |            |
| ------------ | --------------------------------------------------------------------------- | ---------- | ------------ | ------------ | -------------------- | ---------- |
| 1026-G01     | 宏興大廈： 1. 和樂坊一街 3-9號 2. 和樂坊二街 4-10號                         | 10月26日   | 11月3日      | 11月5日      | [ 62 ] [ 63 ] [ 64 ] |            |
| 1026-G01     | 宏興大廈： 1. 和樂坊一街11-15號 2. 和樂坊二街12-16號                        | 10月28日   | 11月3日      | 11月5日      | [ 63 ] [ 64 ]        |            |
| 1026-G01     | 宏興大廈： 1. 和樂坊一街1號 2. 俾若翰街／筷子基北街14-22號 3. 和樂坊二街2號 | 10月28日   | 11月3日      | 11月5日      | [ 63 ] [ 64 ]        |            |
| 1026-G02     | 麗華新村第一座： 1. 市場街34-50號 2. 永康街45-89號                          | 10月30日   | 11月4日      | 11月6日      | [ 44 ] [ 65 ]        |            |
| 1026-G02     | 彩虹苑第一座： - 騎士馬路115號                                              | 10月30日   | 11月4日      | 11月6日      | [ 66 ] [ 65 ]        |            |

### 澳門本地流行病學調查
11月2日，應變協調中心表示，在流行病學調查中，居民的配合至關重要，提供正確的信息方能協助發現潛在感染者，及早遏止疾病在社區中傳播。中心稱，為迅速有效開展流行病學調查，司法警察局、社文司轄下多個政府部門已設立跨部門應急支援網絡，在出現疫情時，派員24小時不間斷展開流調及追蹤接觸者，並按風險安排管控措施。

#### 澳門本地陽性個案跟進調查
| 截至日期 | 時間    | 共跟進人數         | 核心密切接觸者 | 非核心密接者 （即共同軌跡人士） | 次密切接觸者 | 一般接觸者 | 陪同人員 | 已排除風險人士 | 相關資料 | 補充資料 |
| -------- | ------- | ------------------ | -------------- | ------------------------------- | ------------ | ---------- | -------- | -------------- | -------- | --- |
| 10月27日 | 下午3時 | 255人 （接受管控） | 5人            | 122人                           | 38人         | 70人       | 5人      | 5人            | [ 68 ]   | / |
| 10月28日 | 下午3時 | 386人              | 5人            | 267人                           | 14人         | 76人       | 5人      | 16人           | [ 69 ]   | / |
| 10月30日 | 下午3時 | 816人              | 37人           | 559人                           | 76人         | 87人       | 9人      | 41人           | [ 70 ]   | / |
| 10月31日 | 下午3時 | 1,453人            | 101人          | 841人                           | 290人        | 130人      | 12人     | 69人           | [ 71 ]   | / |
| 11月1日  | 下午3時 | 1,824人            | 101人          | 1,126人                         | 300人        | 174人      | 19人     | 94人           | [ 72 ]   | 在路氹美獅美高梅酒店現場管控了1,582人； 青洲中學有1,007名師生和教職員的健康碼被鎖定為黃碼， 須進行“7天5檢”的核檢安排 |
| 11月2日  | 下午3時 | 1,977人            | 101人          | 1,275人                         | 302人        | 174人      | 19人     | 96人           | [ 73 ]   | 青洲中學1,007名師生和教職員的澳門健康碼須轉為黃碼進行7天5核檢；路氹美獅美高梅酒店現場管控1,582人。                   |
| 11月4日  | 下午3時 | 2,649人            | 101人          | 1,865人                         | 301人        | 198人      | 25人     | 149人          | [ 74 ]   | |

#### 珠海通報陽性個案之澳門跟進情況
| 截至日期 | 時間    | 共跟進人士 | 非核心密切接觸者 （共軌人士） | 次密切接觸者 | 一般接觸者 | 陪同人員 | 已排除風險人士 | 相關資料 |
| -------- | ------- | ---------- | ----------------------------- | ------------ | ---------- | -------- | -------------- | -------- |
| 11月1日  | 下午3時 | /          | 183人                         | /            | 3人        | /        | 20人           | [ 72 ]   |
| 11月2日  | 下午3時 | 670人      | 579人                         | /            | 19人       | 7人      | 65人           | [ 73 ]   |

### 全民核酸檢測計劃
全民核酸檢測進行期間，仁伯爵綜合醫院、衛生中心／站的醫療服務、補領及續領藥物等作出相關安排，包括暫停探病、衛生中心部分服務暫停，包括疫苗接種服務；而2019冠狀病毒病疫苗接種維持如常提供服務。
配合全民核檢工作，體育局轄下塔石體育館、望廈體育中心及奧林匹克體育中心運動場暫停開放，直至11月7日重開。
2022年10月31日疫情記者會上，衛生局局長羅奕龍表示，在魚欄工作的58歲男患者在10月29日至30日的活動範圍廣泛有傳播風染，可能有部分人受感染但處於潛伏期，在今次全民核檢未必能發現，因此推行第2輪全民核檢機會不低，但要確定所有情況，包括需要配合颱風發展再公布。
2022年11月1日疫情記者會上，衛生局局長羅奕龍表示，為了盡快控制疫情，故在短時間內啟動全民核檢，由10月31日至今動用了1,200名採樣員，包括醫生、護士、治療師等，來自衛生局、衛生中心、鏡湖醫院、科大醫院、醫總、商業化檢測機構等。他再次呼籲居民在參與全民核檢時，必須按預約的時間到達站點，這樣能讓當局更好地控制人流。他又指出，經計算，平均每小時能夠採樣三萬人次，按此速度相信當日內可完成。倘當晚天氣轉壞，或會臨時取消戶外站。晚上10時30分，應變協調中心公佈該輪全民核檢結果，同時宣佈因應氣象局預料11月2日改發八號風球的機會為中等至較高，所有戶外核酸檢測站暫停運作，但保留大部分室內核酸檢測站
2022年11月2日，應變協調中心宣佈於11月4日至5日開展新一輪全民核酸檢測，確保澳門社區安全，有序繼續開展社會經濟活動，若第2輪全民核檢沒有任何異常，沒有發現更多社區病例，就不會有更多的全民核檢。梁亦好又表示，若第2輪全民核檢均為陰性，或沒有發現更多社區個案，所有經濟活動能有序開展，包括美食節和大賽車活動。

### 全民自我快速抗原檢測措施
2022年10月30日，新型冠狀病毒感染應變協調中心因應當天上午新增3宗陽性個案，為排除社區內可能潛伏的個案，降低病毒傳播風險，為此，應變協調中心決定，全澳居民必須於當天至11月1日連續3天，每天進行1次快速抗原檢測。所有在澳人士必須申報快速抗原檢測結果，如沒進行快速檢測則其健康碼翌日將轉為黃碼，必須自費進行核酸檢測才能變回綠碼。社會工作局亦協調24間社會服務設施，支援有需要的長者進行抗原檢測及作申報。衛生局局長羅奕龍表示，截至10月30日下午3時，已有30萬名在澳人士完成快測並上載結果。部分人士因不在澳未能領取快測包，當局於10月30日晚上6時至9時或31日、11月1日辦公時間內在各衛生中心填寫書後，免費領取5個快測試劑。
2022年10月30日至11月4日期間，所有進入衛生局轄下仁伯爵綜合醫院、各澳門衛生中心等醫療機構的人士，例如就診者、員工、訪客等，須出示當天的快速抗原檢測陰性結果。未能出示者，則須在現場進行快速抗原檢測，檢測結果陰性方可進入。此外，仁伯爵綜合醫院於10月30日起暫停所有探病時間，直至另行通知為止。11月6日起，仁伯爵綜合醫院復正常探病時間，但仍不建議5歲或以下小童探病，而凡進入仁伯爵綜合醫院的人士應遵守出示有效的澳門健康碼、佩戴外科或以上標準口罩、接受體溫監測和掃描場所碼等防疫措施，仁伯爵綜合醫院並會按疾病預防及控制中心指引適時調整所有措施。
司法機關方面，在10月31日和11月1日期間進入各級法院的所有人士必須提前進行新型冠狀病毒快速抗原檢測並上載快速抗原檢測結果；進入各級法院時必須掃描場所碼和出示“澳門健康碼”以及當天的快速抗原檢測陰性結果。未能出示者，則須在現場進行快速抗原檢測，檢測結果為陰性方可進入。11月3至4日，司法機關維持上述措施。
鏡湖醫院方面，按衛生局亦要求醫療機構必須進一步加強防疫措施，所有人士進入醫院前均須出示當天快速抗原檢測陰性結果，對於沒有進行抗原快速測試的人士，將可能被謝絕進入醫院，並由同日起暫停探病時間，相關措施於11月5日結束。
懲教管理局宣佈10月31日起暫停探訪在囚人及院生的服務，而律師會面在囚人則安排在探訪室以話筒式開展。因應疫情最新發展，進入路環監獄的律師，須持有 48小時內核酸檢測陰性證明，以及當天的快速抗原檢測陰性證明。11月7日，因應恢復防疫常態化，恢復隔周探訪在囚人及院生的服務。為此，進入路環監獄及少年感化院之探訪者及律師等，均須持有48小時內核酸檢測陰性結果證明，以及當天快速抗原檢測結果陰性證明，佩戴符合指引的口罩，進行體溫監測，出示健康碼及掃描場所碼。
澳門立法會要求所有人士進入立法會前須進行快速檢測兼上載檢測結果；在進入立法會時必須掃描場所二維碼，同時出示“澳門健康碼”為綠碼及快速抗原檢測陰性結果等。11月2日至4日，澳門立法會延長上述防疫措施。
2022年11月1日，應變協調中心要求所有在澳人士必須於當天繼續進行一次快速抗原檢測，並上載申報結果，沒申報者其健康康將轉為黃碼，如11月2日補充申報將轉為綠碼，否則其澳康碼於11月3日被鎖定黃碼，必須自費進行核酸檢測才能變回綠碼。
2022年11月2日至4日連續三日，市民每天需進行一次自我快速抗原快測，並通過電子平台上傳檢測結果。

### 紅碼區維生支援小組安排
2022年10月26日，市政署在紅碼區內搭建臨時核酸採樣站及前線協調站，同時維生支援小組並到紅碼區宏興大廈開展住戶調查，掌握實際居民數量及基本需要，協助衛生局安排居民有序分批核檢，以及提供應急食物包，並於10月27日起派發蔬菜凍肉食物包或熱食飯盒。
2022年10月29日，因應紅碼區大廈範圍擴大，維生支援小組已對新增的紅碼區大廈開展住戶調查，掌握實際居民數量及基本需要，以便供應生活物資。同時，協助衛生局有序地分批安排圍封大廈每名居民接受病毒核酸篩查採樣。
2022年11月1日，因應熱帶氣旋“尼格”迫近，維生支援小組對紅碼大廈住戶增派蔬菜凍肉食物包或應急食物包，同時於11月2日將暫停代紅碼大廈住戶接收親友送來生活物資的服務。

### 疫情記者會安排
2022年10月26日，應變協調中心公布將於當天下午5時召開新聞發佈會，發佈最新疫情及各項防控措施。
2022年10月29日，因應10月26日至28日重點區域核酸檢測結束，應變中心決定於10月29日和30日不安排疫情記者會，此後，亦會根據實際情況決定是否舉行新聞發佈會。
2022年10月30日，因應社區中新增多例陽性個案，應變協調中心於當天下午5時召開疫情記者會，發布最新疫情及防控措施。
2022年11月6日，鑑於澳門第二輪全民核酸檢測皆呈陰性，應變協調中心宣佈恢復防疫常態化，當天起亦暫不安排疫情新聞發佈會，但會密切留意疫情變化，並持續透過不同途徑及方式適時發佈最新疫情消息和防疫措施，讓公眾掌握最新的疫情資訊。

### 澳門健康碼「行程記錄」助識別風險人士
自社區出現新增個案後，衛生局已透過澳門健康碼的「行程記錄」功能，讓感染者上傳行程，由於兩名感染者在部分場所有掃描場所碼記錄行程，因此有助識別具相同行程軌跡人士並作出通知。截至10月28日下午4時，當局通過澳門健康碼手機應用程式行程功能分析，共追蹤到381名人士與兩名患者有相同軌跡，會發短訊通知這些市民有相關的行程風險。

### 其他防疫措施及呼籲
10月27日疫情記者會上，有傳媒反映到山頂醫院求診後須完成核檢才可離開的問題； 衛生局傳染病防控處處長梁亦好回應指，因近日出現社區個案，山頂醫院現實行「短期」措施——所有到醫院急診求醫人士都要核酸。這些病人不用等核檢結果，採樣完便可離開；而採樣則由負責診治的醫護人員進行，不會影響求醫過程。
10月28日疫情記者會上，中心呼籲不在重點區域範圍內人士曾有共同軌跡的情況應盡快進行核酸檢測，又呼籲在澳人士盡快接種疫苗。

### 對患者相關工作地點採取之防疫措施
2022年10月30日，因一名美獅美高梅任職莊荷的43歲女性澳門居民員工曾到珠海市拱北地下商場返澳後核檢結果呈陽性，新型冠狀病毒感染應變協調中心對其工作地點採取以下措施，包括娛樂場、酒店餐廳及附設於酒店內的商店暫停營業；暫停酒店内所有聚集活動；暫停接收新入住客人；娛樂場、酒店工作人員及酒店住客即時（10月30日至11月1日）就地隔離。此外，在10月27日至29日期間在娛樂場逗留超過半小時的人士，澳門健康碼將轉為黃碼，每日均須進行1次快速抗原檢測並透過澳門健康碼申報檢測結果，檢測結果為陰性方可到核檢站進行核酸檢測。核酸檢測於第1、2、3、5、7天進行；第7天核酸檢測結果陰性後，第8天健康碼轉為綠碼。
在10月30日疫情記者會上，根據初步調查娛樂場與酒店人員共用休息室、更衣室及餐廳，倘工作人員活動軌跡與感染者相同，感染風險較高，需進行管控措施。至於店舖工作人員不會與娛樂場和酒店員工共用休息室等，故採取較寬鬆的防控措施，他們會被轉黃碼，需七天內進行五次核檢。衛生局局長羅奕龍表示經評估後，患者於10月27、28日有上班，29日沒有上班。經評估，對工作地點產生一定風險因素。因此，決定美獅美高梅娛樂場即時暫時營業，酒店內所有聚集性活動需暫停，酒店餐廳及商店亦暫停營業，酒店須暫停接收新入住客人。娛樂場、酒店的工作人員及現正在酒店居住的住客，須就地隔離3天，期間會安排每天的核檢。
10月31日，澳門應變協調中心接獲珠海市衛生部門通報，1名家住珠海在澳門工作的58歲男性澳門居民於10月30日晚上在珠海進行的新型冠狀病毒核酸採樣檢測，31日上午初步呈陽性，應變協調中心已即時關閉其工作場所（聚寶街樂群大廈5-7號地下利恆魚欄）。中午時分，大批身穿防護服的警員到該漁欄圍封，期間員工繼續從貨車卸下魚獲並存放在漁欄內，待完成工作隨即收舖，衛生人員到舖內採集環境樣本。隨後消防運送車到場，漁欄內八男三女登車前往社區治療中心C館，將接受核酸檢測等。待圍封完成後，市政署派員到場消毒。在當天疫情記者會上，衛生局防控處處長梁亦好稱，相關人士的工作場所作管控，相關漁欄場所的員工已送往醫觀酒店隔離，快速抗原檢測為呈陰性，核檢工作則仍在開展，涉及其他場所的人士則仍在追蹤。梁亦好又提及，相關陽性個案的人士偶然有做場所碼，對過往行程調查帶來困難，當局呼籲市民到不同場所需行程紀錄，以加速流調工作。
2022年11月2日，因應美獅美高梅所有人員核檢呈陰性，目前已解封。美高梅集團隨即表示，美獅美高梅於凌晨解封，所有區域在經過全面清潔及消毒後，將會重新投入運作，包括酒店、娛樂場以及部分餐飲設施。並強調會繼續嚴格遵守政府的防疫指引，保障市民的衛生安全。有關各設施開放詳情可參考網站。

### 進入公共場所需做行程紀錄
2022年10月30日，博彩監察協調局指一名確診的賭場莊荷在上班時沒有按照政府呼籲進行行程記錄，場方應嚴格配合衛生當局之相關防疫措施。當局要求所有賭場嚴格執行衛生當局的防疫措施，要求所有工作人員進入娛樂場時進行行程記錄，並作即時主動檢查。藉以提高在疫情期間的流行病學調查效率，即時提醒有共同軌跡人士及早進行檢測，以便衛生當局找到相關風險人士進行管控，儘快減少及遏止病毒在社區中傳播的風險。經濟及科技發展局及消費者委員會要求相關商會及超市百貨等場所，配合特區政府的防疫措施，加強場所及貨品的清潔消毒，並須為每位入場人士測量體溫，查閱“澳門健康碼”及提醒掃描場所碼。
2022年10月30日，衛生局傳染病防控處長梁亦好稱，掃描場所碼有助流行病學調查追蹤風險地區和人士，惟43歲女患者在上班期間每日均沒有進行行程記錄，情況相當不理想。因娛樂場進出人員相當多，當局需花費更多時間核實其進入場所的地點和時間，導致防控工作有所滯後。呼籲居民養成掃描場所碼習慣，場所負責人亦要盡辦法要求員工、進入場所的人士做好行程記錄。

### 青洲中學停課及密切接觸者安排
10月30日疫情記者會上，因應新增2例陽性個案涉及於青洲中學就讀的學生。教青局局長龔志明宣佈，青洲中學即日起至11月5日停課7天，並實施7天5檢，涉及師生約1,000人，相關師生澳門健康碼轉為黃碼，需要自我健康管理，避免外出和聚集，盡量留家；停課期間學校將安排在家適度學習。他又稱，有需要隔離的師生已有序安排醫學觀察，學校會全面清潔消毒。兩名確診學生分別就讀初二甲班和乙班，當局已把整班學生和曾經為他們授課的老師進行管控。兩名學生亦有參加田徑隊訓練班，已把相關學員及帶教老師作為核心密切接觸者。估計相關人數約90人。此外，在10月31日和11月1日期間，局長龔志明呼籲所有學校教職員和學生在回校前完成抗原檢測，但不會作為師生進入校園的必要條件。又協調高等院校學生，尤其非本地大學生或有需要學生提供抗原快測包，以便符合規定。
核心密切接觸者方面，合共有90人；衛生局傳染病防控處處長梁亦好表示，聯絡及管控工作正在進行中，已通過教青局、學校向兩班學生及教職員發訊息，要求留在家中抗原檢測，等候衛生局安排管控。
青洲中學校長張捷指按衛生局要求，學校昨早已協調涉事班級的師生，並提供相關資料予局方進行流行病學調查，局方正分批安排相應師生及家長到醫觀酒店隔離。校方也向全校家長及學生發出通知及指引，提醒要按時配合檢測，同時呼籲學生停課期間要留家，跨境生暫時不宜回澳。張捷又表示，在停課期間進行三次校內全面消毒，包括各教室及所有設施，確保衛生安全衛生，並預計在復課後會加強通風。又指校方按照衛生局及教育及青年發展局指引跟進學生的情況，學生的情緒問題暫時不大。據了解，有個別家長和學生於10月30日前往珠海後，目前滯留在珠海，部分家長因為滯珠有情緒困擾。

### 同善堂幼稚園及第一托兒所特別防疫安排
就34歲女患者有兩名子女，分別就讀同善堂幼稚園及位於台山的第一托兒所均列為密接者。衛生局傳染病防控處處長梁亦好表示，2人最後上課時間是10月28及29日，於10月30及31日多次核檢結果皆陰，即使隨後檢測陽性亦可推斷上課時未具傳染性，因此他們同班同學風險基本解除，所讀的學校及托兒所陸續復課及復托。

## 澳門方面相關反應與影響

### 紅碼學生停止回校安排
10月26日晚上，教育及青年發展局宣佈住在紅碼區域內的學生及教職員工暫停回校，並按防疫要求進行核酸檢測，學校會為相關學生安排在家學習，評核作彈性處理，涉及學生及教職員約有70人，而處於重點區域的學校暫無需停課。

### 其他防疫措施待研判
10月26日晚上，社會文化司司長歐陽瑜表示，一名66歲婦人核檢陽性被判斷為輸入性個案，當局須待紅碼區及重點區域核酸檢測首次結果，再研判是否實施其他防疫措施。她又表示，處於重點區域的學生約有2,900人，該批學生須3天3檢，可以如常上學。至於會否影響即將恢復的中國大陸居民赴澳旅行團，她表示相關部門及旅遊業界正全力推進恢復“四省一市”旅行團訪澳的安排，各項工作已準備就緒，現階段對相關工作沒有影響。
10月30日疫情記者會上，有記者關注會否全澳停課？衛生局長羅奕龍表示，政府公佈一系列措施去評估三個個案目前的風險，會根據結果決定後續措施，包括是否需要停課等。

### 院舍暫停探訪
10月26日，社會工作局宣佈因應新增一例陽性個案，上述個案住所附近區域的一間長者院舍（澳門明愛屬下的伯大尼安老院）和一間康復院舍（扶康會屬下的朗程軒）在10月26日至28日期間暫停接受訪客探訪，全體院友留在院舍不外出。兩間院舍會為員工及院友進行核酸檢測，並加強執行各項防疫措施，以保障員工和院友的健康及安全。因疫情最新發展，上述措施延長至11月1日。
10月30日疫情記者會上，社會工作局宣布即時起24間長者院舍及 11間康復院舍暫停接受外來探訪，院友須留在院舍，暫不外出，直至11月1日連續 3日快測完成及有確定結果後，當局會再同衛生局研判情況，決定後續安排。
11月1日，因應11月2至4日繼續進行全民自我抗原檢測，社工局表示全澳的長者及康復院舍維持暫停接受訪客探訪及院友外出措施。
11月4日，因應澳門開展新一輪的全民核酸檢測，全澳的長者及康復院舍維持暫停接受訪客探訪及院友外出措施，並將視乎本次全民核酸檢測的結果決定續後的安排。
11月6日，鑑於恢復防疫常態化，全澳的長者及康復院舍即日起取消暫停接受訪客探訪及院友外出措施，恢復正常運作。

### 患者曾到訪場所臨時關閉
對於10月24日下午一名66歲陽性個案患者曾到青洲坊大廈內的明糧坊北區服務分站。澳門明愛表示按相關指示安排相關接待人員醫學觀察，服務站其他職員亦作核檢，全部結果呈陰性；中心會全面消毒清潔，所有員工將按指引3天3檢，以保安全。而原定10月29日派發食物包將延後至11月5日，其他服務站如常運作。為了不影響特困家庭的需要，明糧坊將聯絡部份家庭於10月30日時段提取食物包，以減少人流聚集。
10月28日中午，勞工事務局宣佈位於關閘馬路的轄下職業培訓中心即日起至11月2日關閉。在同日疫情記者會上，衛生局傳染病防控處處長梁亦好稱，66歲患者同住的31歲兒子隔離期間核檢陽性，是勞工局帶津培訓班的學員。他及同班同班學員與導師共25人已即時被管控，同時上課的另一個課程，已根據不同風險作管控。

### 清潔消毒工作
10月26日下午時分，市政署協調清潔專營公司及外判清潔加派人手，對宏興大廈內患者的居所及周邊街道、大廈公用部份等區域進行大型清潔及消毒工作。
10月27日，澳巴因應當時行程軌跡上指患者曾經乘坐1路線巴士，該公司接政府相關部門信息通報後，立即確定相關巴士及車長。暫停相關車輛營運並立即回廠深層消毒，安排相關車長核酸檢測。經查，澳巴無車長居住於紅碼區。新福利方面，表示高度重視，立即派員針對該區域附近的筷子基總站內巴士站、更亭及運營巴士，加密消毒清潔的頻次，並向員工強調防疫意識以及重申防疫指引，積極配合當局政策，為市民乘客安全乘車保駕護航。
10月30日，市政署即時協調清潔專營公司及外判清潔加派人手，對確診病例的居所及周邊街道、大廈公用部份等區域進行大型清潔及消毒工作，盡力減低傳染病傳播的條件。由於有陽性個案患者曾到訪祐漢街市，市政署已即時對多個公共街市進行大型的全面清潔消毒，亦要求各攤販尊重防疫要求包括開工前完成快測，三日三檢，必須佩帶好口罩。
10月31日，因應疫情最新情況並配合防控工作，市政署即時協調清潔專營公司及外判清潔加派人手，對聚寶街5-7號地下及周邊公共街道等區域進行大型清潔及消毒工作，盡力減低傳染病傳播的條件。
11月2日，澳巴因應珠海一名於珠海核檢陽性58歲男性患者曾於10月28至30日乘坐轄下的1路線巴士由“內港客運碼頭”站至“白朗古將軍大馬路”站。政府通報後，澳巴已立即暫停營運相關載客車輛及安排回廠作深層消毒清潔，有關車長亦已按政府指引接受核酸檢測，結果均為陰性。

### 大型活動取消、提前結束或延期舉行
10月30日，因應新增一例陽性個案為美獅美高梅員工，任職莊荷，該酒店社交網站發文，為配合特區政府的防疫工作，取消當天舉行的啤酒節活動。同日，原定由體育局舉辦的“2022競技障礙挑戰賽”及“澳門小戰士障礙挑戰賽”因疫情關係取消。文化局亦宣佈多個大型活動包括第二十五屆葡韻嘉年華及澳門國際音樂節等活動取消，其餘安排將於稍後公佈。貿易投資促進局宣佈，由於疫情變化，為保障參與者衛生安全，在氹仔嘉妹前地舉行之2022“齊齊葡－葡語國家及澳門產品特色市集”（北帝廟站）提前於當天下午5時結束。
10月31日，文化局宣佈中葡繪本書展提早於當天下午4時結束，11月1和2日不設書展。此外，受颱風及天氣影響，原訂於11月5日至6 日在黑沙海灘舉行的“hush! 2022音樂會”，將延至11月12日至13日舉行。澳門籃球總會宣佈，由於開展全民核檢關係，原定11月1日開鑼的2022全澳籃球聯賽賽事，將暫緩兩天舉行。倘有最新消息，總會將盡快對外公佈。
11月1日，體育局宣佈澳門格蘭披治大賽車親子嘉年華取消。

### 透過不同渠道通知旅客防疫措施
2022年10月30日疫情記者會上，旅遊局傳播及對外關係廳廳長劉鳳池表示，當局會以不同渠道通知旅客，包括旅遊局網站、微信上載公布防疫措施內容，並以發送短訊通知在澳旅客和在內地的澳門居民。同時已通知2個酒店團體留意相關措施，轄下的旅客詢問處亦會主動提醒旅客有關安排。

### 增設臨時收容設施
10月31日，社會工作局局表示，因應疫情變化，當局委托澳門明愛運作位於青洲東街34號青洲坊大廈E1的匯應臨時收容中心，為有臨時住宿需要的人士提供服務，開放時間為每晚6時至翌日上午8時。社工局表示，由於中心名額有限，呼籲將有限資源留給最有需要人士，僱主亦應為有臨時住宿需要的外僱提供協助。
11月4日，社會工作局考慮到跨境人員現時可往返珠澳兩地，經綜合評估，臨時收容中心由當天上午10時起關閉；臨時收容中心在2022年10月31日至11月3日開放期間，累計共22人次入住（男性13人次，女性9人次），平均每天入住人數約6人。

## 出入境口岸通關防疫措施調整

### 珠澳口岸通關核酸檢測證明調整
10月30日中午，根據疫情防控需要，經珠澳聯防聯控機制協商一致，自2022年10月30日18時起，所有經珠澳口岸入境、出境人員均須持24小時內核酸檢測陰性證明。該措施暫定5天。如疫情穏定，從11月5日零時起，出境人員恢復持48小時內核酸檢測陰性證明通關。珠澳口岸其他疫情防控措施保持不變。
11月4日疫情記者會上，治安警行動及通訊處處長馬超雄表示，按照珠澳聯防聯控小組約定，若11月4日午夜12時前，珠澳兩地均沒有新增社會面陽性個案，11月5日凌晨零時起珠澳通關核檢要求會改為延至48小時內。

### 調整澳門入境人員健康管理措施
10月31日中午，珠海市疫情防控指揮部發佈通告，調整自澳門入境人員健康管理措施。10月29日（含）以來從澳門入境人員，須向所在社區、單位、酒店報備，落實三天居家健康監測（非必要不外出），實施三天三檢，不搭乘公共交通工具、不去公共場所、不聚集不聚餐。確因工作需要返澳的，從居家健康監測場所直接經珠澳口岸點對點返回。所有單位和個人須嚴格遵守上述防疫政策。違反本通告造成疫情傳播的，將追究相關法律責任。

### 供澳物資繼續維持
11月1日，珠海拱北區域施行交通管制三天，對於否影響澳門鮮活食品供應問題，南粵食品水產有限公司行政總監王雲表示，目前珠澳跨境運輸正常順暢、主要鮮活食品供應充足。預計當天蔬菜供應310噸，較平日增加30%；活豬上市329頭，較平日增加25%；水果供應120噸、雞蛋供應80萬隻，較平日均有所增加。他表示，在珠澳兩地政府的指導支持下，業界早已建立起一套行之有效的保供機制，澳門批發商已加大主要商品採購量，珠海方面也做足充分準備，提前備足貨源，並為跨境貨車及司機發放特別通行證，市民完全不用擔心物資供應不足，無需搶購囤貨。

### 調整乘坐飛機或船隻前往中國大陸核檢要求
應變協調中心宣佈，自2022年11月2日中午12時起，持有採樣日後24小時內核酸檢測陰性結果證明的人士，方可登上前往內地的飛機或船隻。證明須由衛生當局認可的合資格機構發出。
應變協調中心於11月7日宣佈，衛生局根據第81/99/M號法令第四條第二款和第2/2004號法律第二條的規定，由2022年11月8日零時起，終止上述第555/A/SS/2022號公告，即從澳門乘飛機或船隻前往中國內地核酸檢測陰性證明以目的地當局要求為準。

## 後續安排

### 擬對經廣東省入境澳門人士核檢證明調整
宏興大廈內一家三口陽性感染，該三人均沒接種疫苗並經常往返珠海和澳門兩地。在10月27日疫情記者會上，衛生局傳染病防控處處長梁亦好稱，澳門與珠海方面商討計劃由廣東省包括深圳市入境的澳門居民、外地僱員及長期逗留人士，如沒有接種疫苗紀錄，相關核酸有效期縮短至24小時，但5歲以下和持有醫生證明不適合接種疫苗人士可獲豁免。

### 由廣東省入境澳門人士核檢證明調整正式實施
由2022年11月5日0時起，由廣東省入境的澳門居民、外僱、持有逗留特別許可或特別逗留證的人士，他們入境時的核檢要求有不同規定，其中5歲或以上若未曾接種疫苗，並且未能出示澳門政府認可的不適合接種疫苗醫生評估證明書，這些人需要出示採樣日後24小時內的核檢陰性證明，已接種疫苗人士需出示採樣日後48小時內核檢陰性證明。措施不包括訪澳旅客。而由珠海入境澳門，不符合要求的澳門居民，入境時會被要求即時自費核檢，未符合要求的非澳門居民可被拒絕入境。

## 珠海市相關安排及應對措施
2022年10月26日，廣東省珠海市要求指定時間到過青茂口岸及拱北口岸等 5個場所的人士，主動3天3檢及自我健康監測，並向所在社區、單位或酒店報備。此外，發佈最新疫情防控通告中，對有與澳门阳性个案有共同活动人士的粵康码轉為黃碼。
10月27日，珠海市香洲區疫情防控指揮部宣布，10月28日中午12時起，拱北街道轄區內快遞點、餐飲娛樂、農貿市場、商超、酒店、寫字樓、工廠、拱北口岸地下商場等公共場所，須查驗出入人員和從業人員 24小時核酸陰性證明或核酸採樣證明，措施暫定5天。拱北街道迎宾、关闸、茂盛、侨光社区10月27日、28日继续开展大规模核酸检测。

### 曾到相關場所或乘坐相關公交三天三檢措施
10月29日，香洲区疫情防控指挥部发布通告，拱北口岸地下商场负二层即日起实行临时管控措施，暂定3天。全区快递、物流行业从业人员即日起落实核酸检测“3天3检”；拱北街道区域内快递、物流从业人员即日起落实核酸检测“7天7检”。此外，拱北街道迎宾、关闸、茂盛、侨光社区10月29日、30日继续开展大规模核酸检测。
11月1日，珠海市疫情防控指揮部公布，拱北口岸地下商場自11月2日0時起實行臨時管控措施，暫定3天。此外，自10月28日以來曾到訪拱北口岸地下商場的人員，即日起須主動開展核酸檢測“3 天 3 檢”，加強自我健康監測，如出現不適請及時就醫。
11月2日上午，珠海疾控紧急提醒，要求於10月30日（星期天）19:35-19:45期间乘坐过1路公交車（拱北站-银石雅园站）的乘客，从11月1日开始实行3天居家健康监测，落实核酸3天3检，非必要不外出。

### 大规模核酸筛查
10月30日晚上，香洲区肺炎疫情防控指挥部发布通告，宣佈：拱北街道迎宾、关闸、茂盛、侨光社区10月31日、11月1日、11月2日开展三轮区域核酸筛查。
10月31日中午，珠海疫情防控指揮部宣布，拱北街道、南屏鎮、吉大街道、灣仔街道、前山街道全域，於當天及11月1日開展為期兩天兩輪區域核酸檢測。受檢對象為區內常住居民和流動人員全員參加，做到“不漏一戶、不漏一人、應檢盡檢”。同日，金湾区疫情防控指挥部办公室发布通告，为做好珠海航展期间疫情防控工作，定于2022年11月1日、3日、5日、7日对珠海机场附近航展核心管控区域居民开展大规模核酸筛查。
11月1日，珠海市香洲區疫情防控指揮部發佈通告，決定於2022年11月1日對香洲區範圍開展大規模核酸篩查。檢測對象為香洲區常住居民和流動人員。採樣時間為11月1日上午9時至晚上9時（中午不休息）。

### 交通管制及管控措施
10月31日下午，珠海市香洲區炎疫情防控指揮部通告，為做好疫情防控工作，切實保障人民群眾生命安全和身體健康，決定對拱北片區採取臨時交通管制措施。措施包括：
- 措施自2022年11月1日0時起實施，對香洲區拱北街道全域及前山街道白石社區進行臨時交通管制，暫定三天。
- 期間其他車輛只進不出，網約車、公交車停運。區域內人員如遇就醫、緊急公務、緊急商務等特殊情況確需外出，須持24小時內核酸檢測陰性證明，且無近7天內澳門行程軌跡。
- 前往城軌珠海站乘坐城軌及出境澳門人員，可憑票憑證在板樟山隧道南巴士站乘坐接駁車；抵達城軌珠海站人員憑票乘坐接駁車離開。
- 10月29日（含）以來從澳門入境人員，須向所在社區、單位、酒店報備，嚴格落實三天居家健康監測，實施“三天三檢”，不聚集不聚餐，非必要不外出。
- 區域內有近7天澳門行程軌跡人員不得進入商超、農貿市場、餐飲場所、美容美髮、按摩水療、棋牌室、網吧酒吧、KTV、電影院、健身房、游泳館等公共場所；其他進出人員須持有24小時核酸檢測陰性證明，並嚴格落實“戴口罩、測體溫、掃場所碼、查驗行程卡”等措施。
- 區域內幼兒園、中小學停課，中小學實行線上教學。托育、託管、培訓等機構暫停線下服務。
- 區域內珠海市中西醫結合醫院等醫療機構，以及商超、農貿市場等物資保障供應場所和快遞（外賣）服務正常運營。臨時交通管制區內每天開展一輪核酸檢測。

10月31日下午，香洲區疫情防控指揮部表示，對拱北街道昌平社區馬賽公館2棟實行“足不出戶、服務上門”等臨時管控措施；拱北街道昌平社區馬賽公館小區，實行“人不出區、錯峰取物”等臨時管控措施。以上臨時管控措施暫定7天，將根據疫情防控形勢變化動態調整。
11月1日，香洲區疫情防控指揮部通告，對前山街道蓮塘社區明珠南路3045號、夏村社區湖光山色小區二棟三單元，實行“足不出戶、服務上門”等臨時管控措施。前山街道夏村社區湖光山色、華夏御景園，實行“人不出區、錯峰取物”等臨時管控措施。上述臨時管控措施暫定7天。
11月4日凌晨0時起，解除拱北街道及前山街道白石社區的臨時交通管制。香洲區防疫指揮部表示，有關區域繼續加強常態化疫情防控工作，進入美容院、KTV等場所，或入住賓館、酒店，須持24小時核酸陰性或採樣證明；進入戲院、髮廊等密閉場所則持48小時陰性證明。同時加密重點行業人員的核酸檢測頻次，全區所有醫療機構人員，以及郵政快遞、建築地盤員工每日一檢；人員流動性大、接觸面廣的餐飲、酒店、交通等行業員工兩日一檢；各機關企事業單位人員、學校師生按每日 30%比例滾動式核檢；寫字樓等人員流動性較大的重點場所，需在11月8日前完成兩輪全員檢測。

### 拱北片區公交線路調整
10月31日，珠海公交宣佈拱北片區41條路線於11月1日起臨時調整 。其中，21、62、101、Z15、Z17、G10、G80、N20、觀光情侣路南線停運；臨新開行「隧道南—城軌珠海站」臨時接駁專線。乘客上車前須出示48小時核檢陰性證明，並嚴格遵守戴口罩、出示健康碼及測溫的措施。
11月4日头班车起，珠海公交有序恢复1、2、4、8、9、10、10A、11、13、21、30、31、32、33、34、35、36、46、55、56、62、82、89、99、101、207、601、826-2、931、B1、G10、G80、N20、K1、K3、K5、K8、K10、Z15、Z17路及情侣路观光南线等41条受影响的公交线路原线运行，同步停开“隧道南—城轨珠海站”临时接驳线。此外，岐关拱运巴士微信公众号也发布通知，拱北汽车客运站2022年11月4日正式恢复营业，同时线路班次也会同步恢复。现在因疫情原因，班次调整变化较大，如需查询实时最新班次，请关注岐关拱运巴士公众号查询。

### 进入珠海机场候机楼核酸阴性证明要求
根据广东省及珠海市疫情防控部署，11月1日起进入珠海机场候机楼需查48小时内核酸检测阴性证明。此外，10月29日以来有澳门轨迹的旅客，需出示24小时核酸阴性证明方可进入候机楼。

## 外部連結
- 澳門特別行政區政府新型冠狀病毒感染應變協調中心疫情專頁（页面存档备份，存于） - 疾病預防控制中心 (澳門)
- 澳門衛生局快速抗原檢測結果申報平台 （页面存档备份，存于）
- 澳門疫情地圖 （页面存档备份，存于）
- 珠海市衛生健康局疫情防控專題 （页面存档备份，存于）